# Hans van der Vlist (1952)
Hans (J.) van der Vlist (1952) is een voormalig Nederlands topambtenaar en anno 2017 als consultant werkzaam bij de Algemene Bestuursdienst van het ministerie van Binnenlandse Zaken en Koninkrijksrelaties.
Van der Vlist studeerde, na een hbo-opleiding 'economisch juridisch' aan de Hogeschool voor Economische Studies van Rotterdam, van 1977 tot 1982 staats- en bestuursrecht aan de Erasmus Universiteit Rotterdam. Al tijdens zijn hbo-opleiding was hij werkzaam als ambtenaar (Sociale Zaken en VROM) en vanaf 1985 vervulde hij diverse leidinggevende functies bij het ministerie van Volkshuisvesting, Ruimtelijke Ordening en Milieubeheer. In 1997 werd hij directeur Financieel-Economische Zaken bij het ministerie van Justitie, en van 2001 tot 2005 was hij kwartiermaker en bestuurslid van de Raad voor de rechtspraak.
In 2005 keerde hij terug bij het ministerie van Justitie als directeur-generaal verantwoordelijk voor (rechtspleging en) rechtshandhaving. Vervolgens was hij van 2011 tot 2016 secretaris-generaal van het ministerie van Onderwijs, Cultuur en Wetenschap. In 2015 was hij nog enkele maanden parttime terug op zijn oude ministerie als waarnemend secretaris-generaal toen Pieter Cloo onder druk het veld moest ruimen, zodat een opvolger gevonden kon worden. In 2016 volgde Marjan Hammersma Van der Vlist op bij OCW, en werd hij consultant bij de Algemene Bestuursdienst.
- Parlement.com: viymfbmpmezo